# Bory Mall
Multifunkční centrum Bory, z kterého by se mohla stát nová bratislavská čtvrť, vyroste v severozápadní části hlavního města Slovenské republiky na území ohraničeném dálnicí D2 a cestou do Devínské Nové Vsi v katastrálním území městských částí Lamač a Devínska Nová Ves. Na rozloze přibližně 220 ha vznikne ucelený multifunkční komplex sestávající ze tří částí - komerční zóny, obchodně-zábavního centra Bory Mall a obytné zóny s občanskou vybaveností. Celková plánovaná výška investice je 125 mil. eur. Projekt počítá s vybudováním dopravního přestupního uzlu železnice - autobus - tramvaj s přebudováním přestupní stanice mimobratislavské autobusové a železniční dopravy na systém městské hromadní dopravy. Taktéž investoři počítají s mimoúrovňovou křižovatkou. Jako první otevřela v objektu Bory svůj velkoobhod společnost Metro Cash & Carry Slovakia (Makro) dne 27. října 2010. Další firmou která postaví nový obchodní dům v Bory je Hornbach. Výstavba Hornbachu se začala v létě roku 2011[zdroj⁠?!] a otevření je naplánováno na jaro 2012. 22. prosince 2010 o tom informovala Penta Investments.

## Plochy

### Postavené, potvrzené
- Velkoobchod (METRO Cash & Carry Slovakia, 13 118 m²), otevřeno 27. října 2010
- Hobby market (Hornbach, 22 500 m²), výstavba = léto 2011  až jaro 2012